# Michael Marinaro
Michael Marinaro (ur. 7 stycznia 1992 w Sarnia) – kanadyjski łyżwiarz figurowy startujący w parach sportowych z Kirsten Moore-Towers. Uczestnik igrzysk olimpijskich (2018, 2022), wicemistrz czterech kontynentów (2019), wicemistrz świata juniorów (2013), 3-krotny mistrz Kanady (2019, 2020, 2022).

## Osiągnięcia

### Z Kirsten Moore-Towers

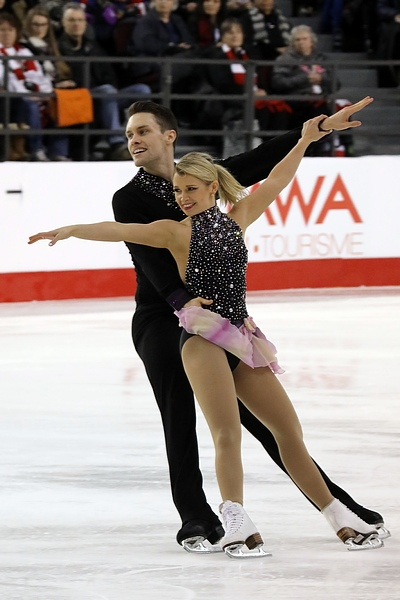
Moore-Towers i Marinaro na mistrzostwach Kanady 2017

| Zawody                           | 14–15          | 15–16          | 16–17          | 17–18          | 18–19          | 19–20          | 20–21          | 21–22          |                |                |                |                |                |                |                |                |                |
| Międzynarodowe                   | Międzynarodowe | Międzynarodowe | Międzynarodowe | Międzynarodowe | Międzynarodowe | Międzynarodowe | Międzynarodowe | Międzynarodowe | Międzynarodowe | Międzynarodowe | Międzynarodowe | Międzynarodowe | Międzynarodowe | Międzynarodowe | Międzynarodowe | Międzynarodowe | Międzynarodowe |
| -------------------------------- | -------------- | -------------- | -------------- | -------------- | -------------- | -------------- | -------------- | -------------- | -------------- | -------------- | -------------- | -------------- | -------------- | -------------- | -------------- | -------------- | -------------- |
| Zimowe igrzyska olimpijskie      |                |                |                | 11             |                |                |                | 10             |                |                |                |                |                |                |                |                |                |
| Mistrzostwa świata               |                | 8              |                | 6              | 7              | C              | 6              |                |                |                |                |                |                |                |                |                |                |
| Mistrzostwa czterech kontynentów | 9              |                | 7              |                | 2              | 3              |                |                |                |                |                |                |                |                |                |                |                |
| GP Finał Grand Prix              |                |                |                |                |                | 5              |                |                |                |                |                |                |                |                |                |                |                |
| GP Cup of China                  |                |                |                | 3              |                |                |                |                |                |                |                |                |                |                |                |                |                |
| GP NHK Trophy                    |                |                | WD             |                | 4              | 2              |                |                |                |                |                |                |                |                |                |                |                |
| GP Rostelecom Cup                |                | 7              | WD             |                |                |                |                | 5              |                |                |                |                |                |                |                |                |                |
| GP Skate America                 |                |                |                | 6              |                |                |                |                |                |                |                |                |                |                |                |                |                |
| GP Skate Canada International    | 6              | 3              |                |                | 3              | 2              | C              | 6              |                |                |                |                |                |                |                |                |                |
| GP Trophée Eric Bompard          | 7              |                |                |                |                |                |                |                |                |                |                |                |                |                |                |                |                |
| CS Autumn Classic International  |                |                |                |                | 2              |                |                |                |                |                |                |                |                |                |                |                |                |
| CS Finlandia Trophy              |                |                |                |                | 2              |                |                | 8              |                |                |                |                |                |                |                |                |                |
| CS Golden Spin of Zagreb         |                |                |                |                |                |                |                | 8              |                |                |                |                |                |                |                |                |                |
| CS Nebelhorn Trophy              |                |                |                |                |                | 1              |                |                |                |                |                |                |                |                |                |                |                |
| CS U.S. International Classic    |                | 3              | WD             | 1              |                |                |                |                |                |                |                |                |                |                |                |                |                |
| Krajowe                          |                |                |                |                |                |                |                |                |                |                |                |                |                |                |                |                |                |
| Mistrzostwa Kanady               | 4              | 4              | 3              | 3              | 1              | 1              | C              | 1              |                |                |                |                |                |                |                |                |                |
| SC Challenge                     | 2              |                | 1              |                |                |                | 1              |                |                |                |                |                |                |                |                |                |                |
| Zawody drużynowe                 |                |                |                |                |                |                |                |                |                |                |                |                |                |                |                |                |                |
| World Team Trophy                |                |                | 4 T 4 P        |                | 5 T 4 P        |                |                |                |                |                |                |                |                |                |                |                |                |

### Z Margaret Purdy
| Zawody                                | 07–08          | 08–09          | 09–10          | 10–11          | 11–12          | 12–13          | 13–14          |                |                |                |                |                |                |                |                |                |                |
| Międzynarodowe                        | Międzynarodowe | Międzynarodowe | Międzynarodowe | Międzynarodowe | Międzynarodowe | Międzynarodowe | Międzynarodowe | Międzynarodowe | Międzynarodowe | Międzynarodowe | Międzynarodowe | Międzynarodowe | Międzynarodowe | Międzynarodowe | Międzynarodowe | Międzynarodowe | Międzynarodowe |
| ------------------------------------- | -------------- | -------------- | -------------- | -------------- | -------------- | -------------- | -------------- | -------------- | -------------- | -------------- | -------------- | -------------- | -------------- | -------------- | -------------- | -------------- | -------------- |
| Mistrzostwa czterech kontynentów      |                |                |                |                |                |                | 6              |                |                |                |                |                |                |                |                |                |                |
| GP Skate America                      |                |                |                |                |                |                | 8              |                |                |                |                |                |                |                |                |                |                |
| GP Skate Canada International         |                |                |                |                |                |                | 8              |                |                |                |                |                |                |                |                |                |                |
| Międzynarodowe: Kategorie młodzieżowe |                |                |                |                |                |                |                |                |                |                |                |                |                |                |                |                |                |
| Mistrzostwa świata juniorów           |                |                | 8              |                | 5              | 2              |                |                |                |                |                |                |                |                |                |                |                |
| JGP Finał                             |                |                |                |                |                | 4              |                |                |                |                |                |                |                |                |                |                |                |
| JGP w Austrii                         |                |                |                |                | 10             |                |                |                |                |                |                |                |                |                |                |                |                |
| JGP w Chorwacji                       |                |                |                |                |                | 1              |                |                |                |                |                |                |                |                |                |                |                |
| JGP w Czechach                        |                |                |                | 9              |                |                |                |                |                |                |                |                |                |                |                |                |                |
| JGP na Łotwie                         |                |                |                |                | 3              |                |                |                |                |                |                |                |                |                |                |                |                |
| JGP w Niemczech                       |                |                | 10             |                |                |                |                |                |                |                |                |                |                |                |                |                |                |
| JGP w Polsce                          |                |                | 7              |                |                |                |                |                |                |                |                |                |                |                |                |                |                |
| JGP w USA                             |                |                |                |                |                | 1              |                |                |                |                |                |                |                |                |                |                |                |
| JGP w Wielkiej Brytanii               |                |                |                | 10             |                |                |                |                |                |                |                |                |                |                |                |                |                |
| Krajowe                               |                |                |                |                |                |                |                |                |                |                |                |                |                |                |                |                |                |
| Mistrzostwa Kanady                    | 2 P            | 3 N            | 1 J            | 9              | 6              | 5              | 5              |                |                |                |                |                |                |                |                |                |                |